# Jack Brod
Irven "Jack" Brod (29 de novembro de 1909 – 6 de janeiro de 2008) foi um empresário americano. Ele foi o Presidente do Empire Diamond and Gold Buying Service, um negócio de joalharia com sede em Nova Iorque, que estabeleceu com o seu pai no Empire State Building dois meses após a sua abertura em 1931. Brod foi inquilino do Empire State Building durante cerca de 77 anos, e foi o último inquilino original restante na altura da sua morte.

## Vida pregressa
Brod nasceu em Newnan, Geórgia, para pais que emigraram da Rússia e mudaram o seu apelido de “Brodsky”. Brod frequentou a Universidade do Alabama, embora não tenha continuado os seus estudos após se ter mudado para Nova Iorque com a sua família antes da graduação. Antes de se associar ao seu pai, Alexander, na liderança do Empire Diamond and Gold Buying Service, Brod foi empregado como investigador privado, entre outras profissões.
Durante a Segunda Guerra Mundial, após formar o negócio em Nova Iorque, Brod serviu no Corpo Aéreo do Exército como cabo. Foi destacado pelo Corpo para Inglaterra, onde carregou bombas em aviões. Durante a sua missão, comprou antiguidades raras e colecionáveis aos antigos ricos proprietários de casas inglesas que sofreram devido à guerra e à Grande Depressão. Brod enviou os artigos de volta para os Estados Unidos por barco para venda e recolha privada.

## Carreira profissional
O Empire State Building foi inaugurado pelo Presidente dos EUA, Herbert Hoover, a 1 de maio de 1931. Dois meses mais tarde, a 1 de julho de 1931, Brod e o seu pai mudaram-se para o sétimo andar e estabeleceram o que se tornou o Empire Diamond and Gold Buying Service (usualmente conhecido como Empire Diamond), recorrendo ao nome do edifício que ocupava para fins de publicidade na rádio. O primeiro escritório tinha uma área de 37 m² (400 pés (0,12 km) quadrados), e na altura do estabelecimento do negócio, os trabalhos ainda eram concluídos no interior do edifício, no átrio e nas partes superiores da torre.
Na sequência das suas funções no Corpo Aéreo do Exército durante a Segunda Guerra Mundial, Brod voltou ao seu negócio. Ele inovou, produzindo novas ideias, incluindo um dos primeiros catálogos de jóias e um serviço telefônico gratuito para encomendas de diamantes. Durante a vida de Brod, o seu negócio mudou de local na torre, subindo à medida que o negócio foi bem-sucedido. A sua empresa mudou-se para o 14º andar, antes de se mudar para o 15º e depois para o 66º. Durante 2001, Brod investiu noutra mudança para o 76º andar — que foi a final antes da sua morte em 2008.
Brod foi, a partir de 2008, o inquilino mais antigo de sempre do Empire State Building, e foi também o último dos inquilinos originais a terminar o arrendamento do edifício (seja por morte ou por transferência para outro local).

## Vida pessoal
Brod tinha interesse em andar de barco, e navegou bem até aos seus 80 anos. Era proprietário de um estaleiro na City Island no Bronx, e também possuía uma fábrica de produção de barcos em Newfoundland e Labrador, Canadá. Foi casado e divorciado três vezes, sobrevivido por dois filhos e duas filhas, e três netos.
Brod morreu na sua casa em Manhattan a 6 de janeiro de 2008, com a idade de 98 anos.